# Плещениці
Плещениці (біл. Плешчаніцы) — селище міського типу в Логойському районі Мінської області Білорусі. Розташоване на березі Войковського водосховища, за 27 км від Логойська, на перетині автодоріг Борисов — Вілейка і Мінськ — Полоцьк. Населення 7,8 тис. чол. (2006).